# 贝尔蒙特-因萨比纳
贝尔蒙特-因萨比纳（義大利語：Belmonte in Sabina），是意大利列蒂省的一个市镇。总面积23.61平方公里，人口675人，人口密度28.6人/平方公里（2009年）。ISTAT代码为057005。